# Suzanne du Plessis-Bellière

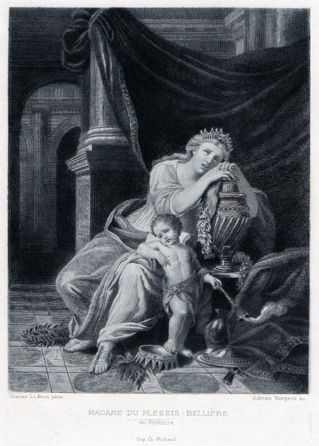

Suzanne du Plessis-Bellière, född 1605, död 1705, var en fransk salongsvärd och adelsdam (markisinna). Hon har varit förebild för många romankaraktärer, bland andra Élise i Vicomte de Bragelonne av Alexandre Dumas den äldre, och har också setts som förebilden för huvudkaraktären i Angélique. 
Hon var dotter till Jean de Bruc de La Gréé och Marie Venieri, och gift 1639 med markis Jacques de Rougé du Plessis-Bellière.  Suzanne du Plessis-Belliere var känd för sin kvickhet och räknas tillsammans med Madame de La Fayette och Mademoiselle de Scudery som grundare av den litterära salongen. Hon var bekant med många av samtidens berömda konstnärer, bland andra Madame de Sevigne, och känd för sin konstsamling. Plessis-Belliere var nära bekant med Ludvig XIV:s finansminister Nicolas Fouquet och blev i samband vid hans fall 1661 fängslad på Chateau de Montbrison. Hon blev dock frigiven av hälsoskäl och tilläts bosätta sig med sin familj i Charenton nära Paris.